# Fernie
Fernie är en ort i Kanada.   Den ligger i provinsen British Columbia, i den södra delen av landet, 3 000 km väster om huvudstaden Ottawa. Fernie ligger 996 meter över havet och antalet invånare är 5 019.
Terrängen runt Fernie är bergig österut, men västerut är den kuperad. Fernie ligger nere i en dal.Trakten runt Fernie är nära nog obefolkad, med mindre än två invånare per kvadratkilometer.. Det finns inga andra samhällen i närheten.
I omgivningarna runt Fernie växer i huvudsak barrskog.